# Pietro Mannino
Pietro Mannino (Palermo, 8 dicembre 1988) è un attore italiano.

## Biografia
Ha lavorato sin da piccolo come attore per il cinema, la televisione e la pubblicità. 
Negli anni novanta prende parte ad alcuni film come Mi fai un favore, con protagonisti Ornella Muti e Alessandro Gassmann, Finalmente soli, per la regia di Umberto Marino, con Rocco Papaleo, Daniele Liotti e Giorgio Panariello, e come co-protagonista recita in Giochi d'equilibrio, diretto da Amedeo Fago e affiancato da attori come Remo Girone, Gianmarco Tognazzi e Stefania Rocca.
Il suo volto è diventato noto per la partecipazione a due importanti fiction di Rai Uno: Una donna per amico, dove in tutte e tre le stagioni interpreta Dado, figlio dei due protagonisti Laura (Elisabetta Gardini) e Piero (Enzo Decaro), e Un medico in famiglia, dove nelle prime quattro stagioni interpreta Filiberto, il miglior amico di Ciccio (Michael Cadeddu).
Nel 2002 è co-protagonista del film TV Storia di guerra e d'amicizia, dove ha il ruolo di Nico, figlio dei personaggi interpretati da Elena Sofia Ricci e Massimo Ranieri.

## Filmografia

### Cinema
- Mi fai un favore, regia di Giancarlo Scarchilli (1996)
- Finalmente soli, regia di Umberto Marino (1997)
- Giochi d'equilibrio, regia di Amedeo Fago (1998)

### Televisione
- Avvocati, regia di Giorgio Ferrara – serie TV (1998)
- Una donna per amico – serie TV, 28 episodi (1998-2001)
- Un medico in famiglia – serie TV (1998-2004)
- Storia di guerra e d'amicizia, regia di Fabrizio Costa – miniserie TV (2002)